# Andeville
Pour les articles homonymes, voir Andeville (homonymie).
Andeville est une commune française située dans le département de l'Oise, en région Hauts-de-France.
Ses habitants sont appelés les Andevilliens.

## Géographie

### Description

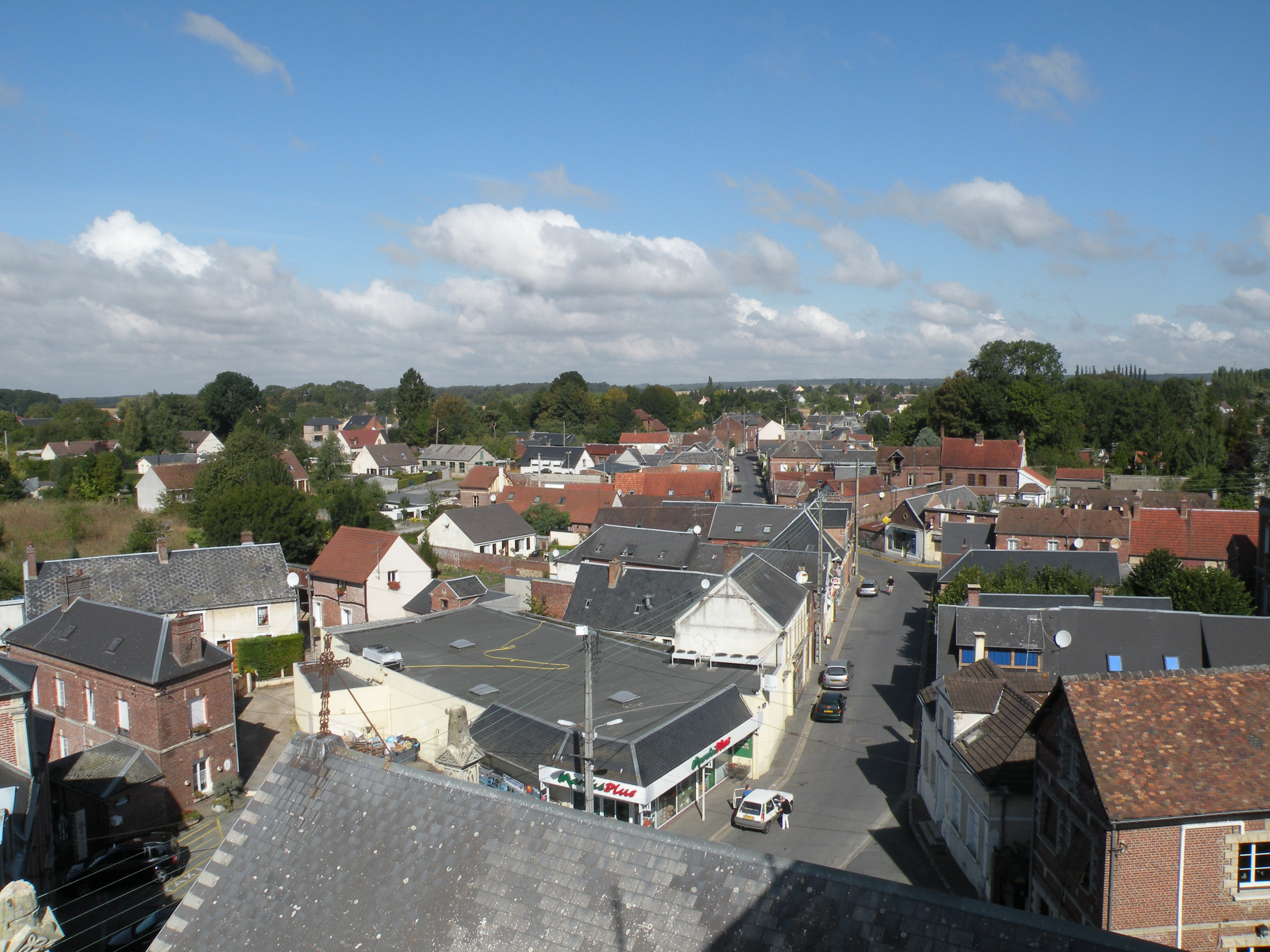
Vue depuis le toit de l'église.

Andeville est un bourg périurbain du Pays de Thelle dans l'Oise, jouxtant Méru, situé à 24 km au nord de Pontoise, 46 km au nord de Paris et 20 km au sud de Beauvais.
Il est aisément accessible depuis l'autoroute A16 et l'ancienne route nationale 1.

### Communes limitrophes
|      | Laboissière-en-Thelle | Mortefontaine-en-Thelle |
|      | Andeville             |                         |
| Méru |                       | Esches                  |

### Hydrographie
La commune est située dans le bassin Seine-Normandie. Elle n'est drainée par aucun cours d'eau,.

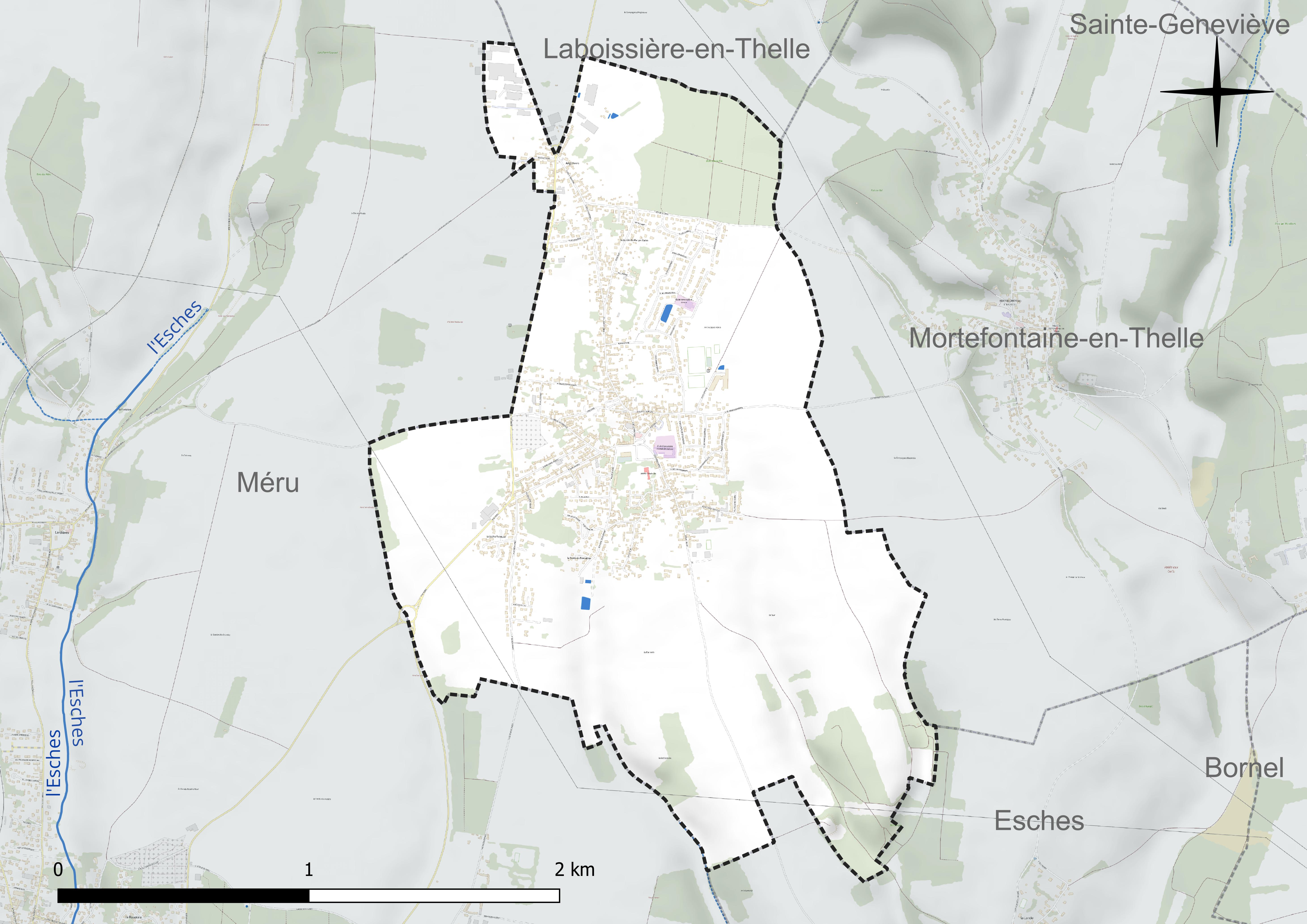
Réseau hydrographique d'Andeville.

### Climat
Pour des articles plus généraux, voir Climat des Hauts-de-France et Climat de l'Oise.
En 2010, le climat de la commune est de type climat océanique dégradé des plaines du Centre et du Nord, selon une étude du CNRS s'appuyant sur une série de données couvrant la période 1971-2000. En 2020, Météo-France publie une typologie des climats de la France métropolitaine dans laquelle la commune est exposée à un climat océanique et est dans la région climatique Sud-ouest du bassin Parisien, caractérisée par une faible pluviométrie, notamment au printemps (120 à 150 mm) et un hiver froid (3,5 °C).
Pour la période 1971-2000, la température annuelle moyenne est de 10,4 °C, avec une amplitude thermique annuelle de 14,5 °C. Le cumul annuel moyen de précipitations est de 724 mm, avec 11,6 jours de précipitations en janvier et 8,2 jours en juillet. Pour la période 1991-2020, la température moyenne annuelle observée sur la station météorologique la plus proche, située sur la commune de Jaméricourt à 21 km à vol d'oiseau, est de 11,0 °C et le cumul annuel moyen de précipitations est de 695,7 mm,. Pour l'avenir, les paramètres climatiques de la commune estimés pour 2050 selon différents scénarios d'émission de gaz à effet de serre sont consultables sur un site dédié publié par Météo-France en novembre 2022.

## Urbanisme

### Typologie
Au 1er janvier 2024, Andeville est catégorisée bourg rural, selon la nouvelle grille communale de densité à sept niveaux définie par l'Insee en 2022.
Elle appartient à l'unité urbaine d'Andeville, une unité urbaine monocommunale constituant une ville isolée,. Par ailleurs la commune fait partie de l'aire d'attraction de Paris, dont elle est une commune de la couronne,.

### Occupation des sols
L'occupation des sols de la commune, telle qu'elle ressort de la base de données européenne d'occupation biophysique des sols Corine Land Cover (CLC), est marquée par l'importance des territoires agricoles (57,8 % en 2018), en diminution par rapport à 1990 (60,5 %). La répartition détaillée en 2018 est la suivante : 
terres arables (57,8 %), zones urbanisées (30,9 %), forêts (11,2 %). L'évolution de l'occupation des sols de la commune et de ses infrastructures peut être observée sur les différentes représentations cartographiques du territoire : la carte de Cassini (XVIIIe siècle), la carte d'état-major (1820-1866) et les cartes ou photos aériennes de l'IGN pour la période actuelle (1950 à aujourd'hui).

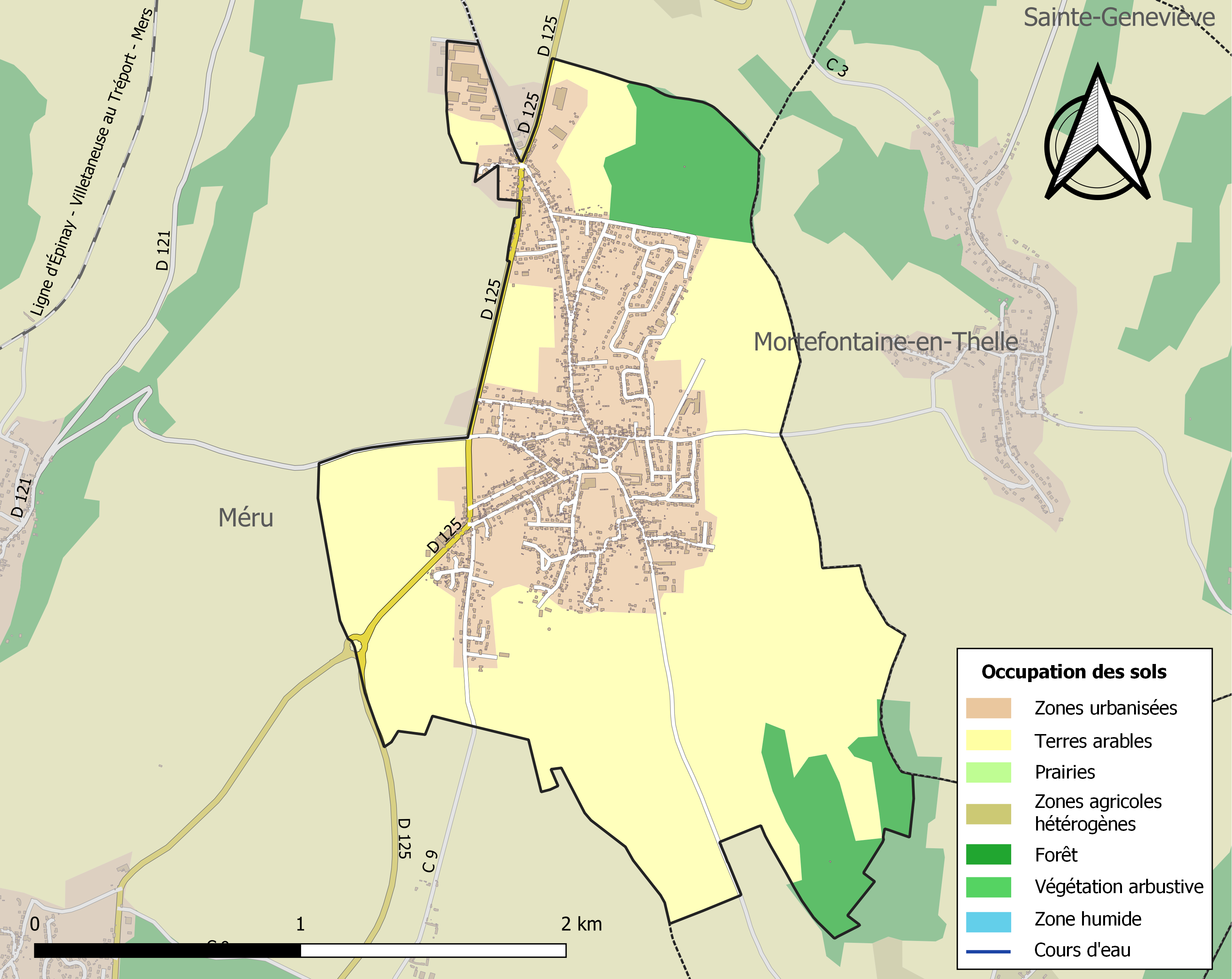
Carte des infrastructures et de l'occupation des sols de la commune en 2018 (CLC).

### Lieux-dits, hameaux et écarts
Andeville est constituée du bourg et d'un lieu-dit situé au nord du territoire communal, appelé Angleterre (auparavant appelé les Cornets), ainsi que du Clos du bois.

### Habitat et logement
En 2018, le nombre total de logements dans la commune était de 1 395, alors qu'il était de 1 249 en 2013 et de 1 227 en 2008.
Parmi ces logements, 92,6 % étaient des résidences principales, 1,4 % des résidences secondaires et 5,9 % des logements vacants. Ces logements étaient pour 88,8 % d'entre eux des maisons individuelles et pour 9,4 % des appartements.
Le parc de logements sociaux se développe, passant de 65 logements en 2008 (5,6 % des résidences principales) à 117 en 2018 (9,1 %).
Le tableau ci-dessous présente la typologie des logements à Andeville en 2018 en comparaison avec celle de l'Oise et de la France entière. Une caractéristique marquante du parc de logements est ainsi une proportion de résidences secondaires et logements occasionnels (1,4 %) inférieure à celle du département (2,5 %) mais supérieure à celle de la France entière (9,7 %). Concernant le statut d'occupation de ces logements, 78,1 % des habitants de la commune sont propriétaires de leur logement (80,2 % en 2013), contre 61,4 % pour l'Oise et 57,5 pour la France entière.
| Typologie                                               | Andeville | Oise | France entière |
| ------------------------------------------------------- | --------- | ---- | -------------- |
| Résidences principales (en %)                           | 92,6      | 90,4 | 82,1           |
| Résidences secondaires et logements occasionnels (en %) | 1,4       | 2,5  | 9,7            |
| Logements vacants (en %)                                | 5,9       | 7,1  | 8,2            |

### Voies de communication et transports
La commune est desservie, en 2023, par les lignes 621, 622, 6108, 6121, 6131, 6132, 6141 et 6202 du réseau interurbain de l'Oise.

## Toponymie
Le nom de la localité est attesté sous les formes Andevilla (1113) ; Andium villa (vers 1160) ; Andeville (1237) ; Anatum villa (1260) ; Endeville (1280) ; Andevil (vers 1570).

## Histoire
Andeville ne fut longtemps qu'un village de « laboureurs ». Au XVIIIe siècle, apparaît la tabletterie qui consiste en la fabrication de tout un ensemble d'objets de petite ébénisterie (damiers, échiquiers, dés à jouer, éventails, dominos, boutons…) en os, ivoire, bois précieux ou nacre. Elle connaît un essor considérable jusqu'en 1900. Une des spécialités d'Andeville était les éventails,.
Sous l'Ancien Régime, la  seigneurie d'Andeville avait haute moyenne et basse justice.
Andeville, étant sur un plateau, n'a pas de source. En 1904, Marchand-Hébert propose un don de 50 000 francs pour que la commune fasse creuser un puits avec des pompes pour alimenter la commune. En effet, l'eau potable ne se trouve que dans des puits de plus de 40 mètres ou grâce à l'eau de pluie. En 1911, on arrive à puiser péniblement 18 m3. L'eau potable n'arrive vraiment qu'en 1945 quand la commune adhère au syndicat de Laboissière.

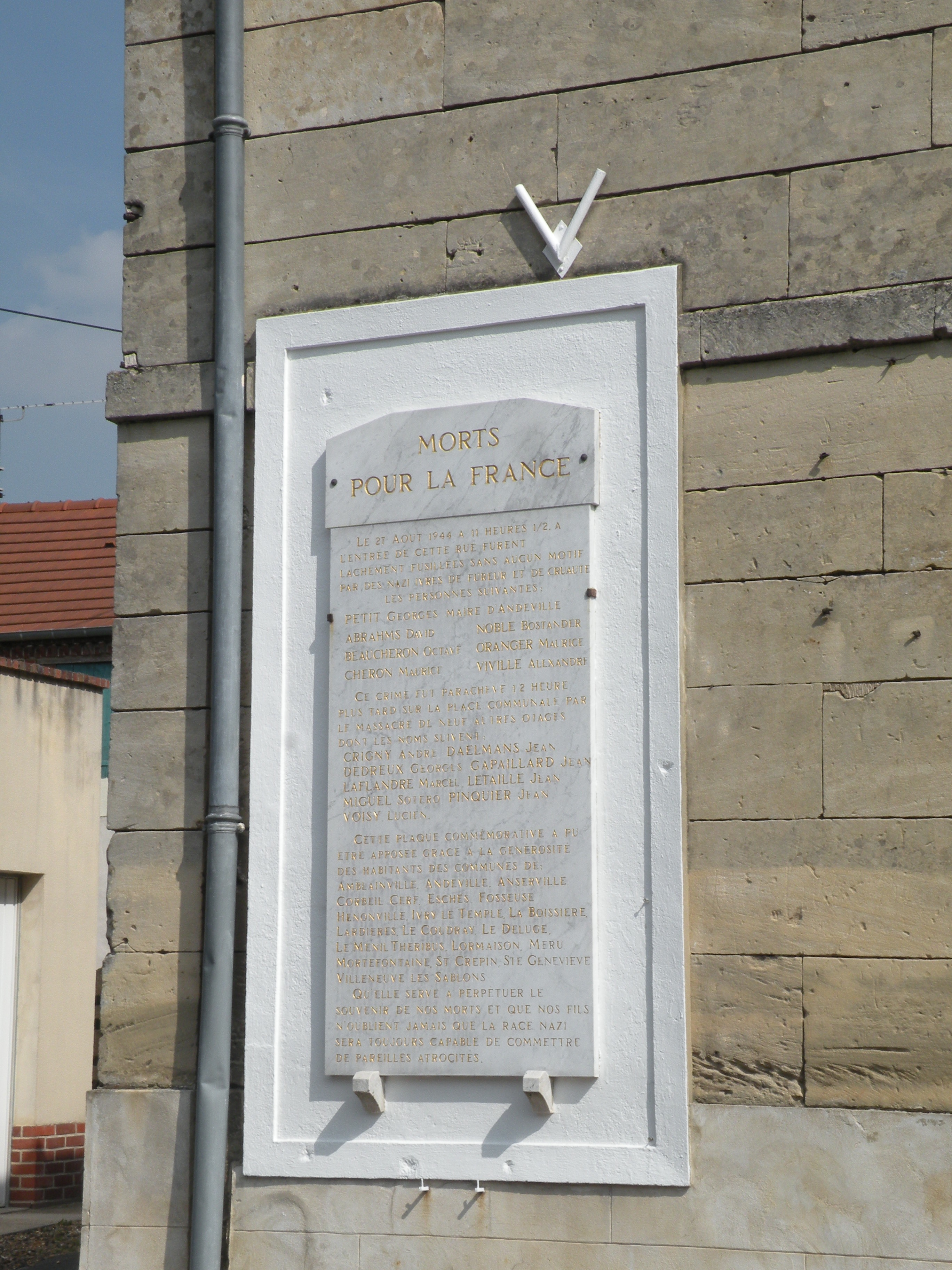
Stèle aux fusillés du 27 août 1944, morts pour la France.

En avril 1819, la préfecture impose la création d'une école. À l'époque, le maître faisait la classe chez lui. À ce moment, il s'agit du sieur Charles Cantin. Après 1824, la commune achète un corps de ferme où elle établira l'école. Un nouvel instituteur arrive et aura en plus la charge de clerc laïque. Il sera logé au presbytère. Son salaire est de 300 francs plus des casuelles et des écolages de 50 centimes par enfant et par mois.
- En 1820 : création du cimetière.
- Le 31 juillet 1830 : création de la fanfare d'Andeville par M. Noël Dumage[14].
- En 1839 : il y a 52 boutonniers à Andeville. La nacre occupe une place très importante[14]..

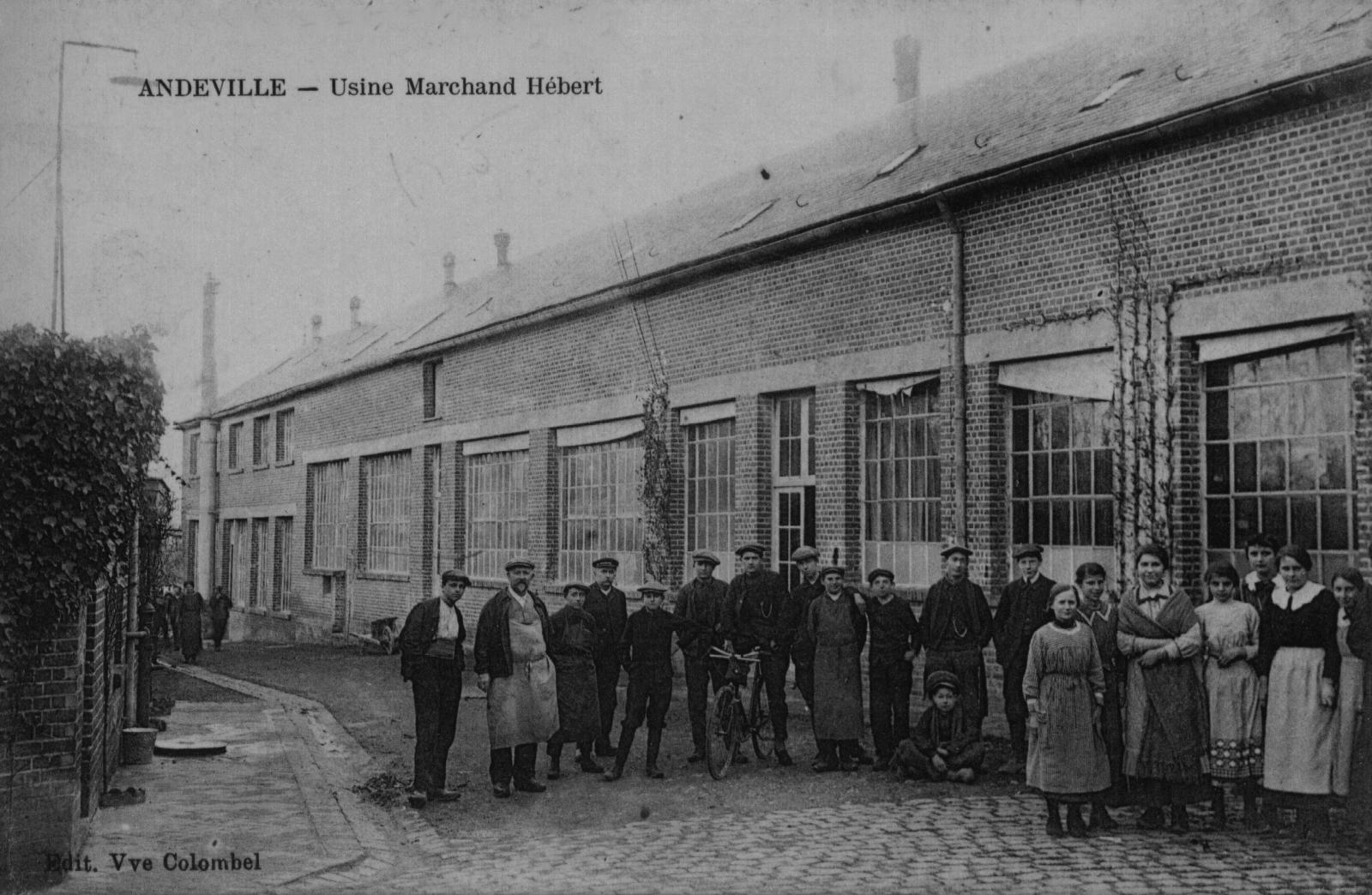
L'usine de nacre Marchand Hébert.

- En 1909 : grève dans les ateliers pendant trois mois[14]..

À la fin de la Seconde Guerre mondiale, lors des combats de la Libération de la France, et alors que la retraite des Allemands a déjà commencé, deux parachutistes se sont réfugiés à Andeville. Un soldat allemand se faisant passer pour un déserteur est recueilli en ville et est placé sous bonne garde. Il réussit à entrer en contact avec le réseau de résistance local, rattaché au maquis de Chambly. Quelques jours plus tard, il réussit à s'enfuir, et revient le 27 août 1944, accompagné d'une troupe de SS stationnés non loin de là. Les Allemands arrêtent le maire Georges Petit. Sur son refus de dénoncer la résistance, il est abattu, puis tous les hommes du village sont rassemblés. Dix-sept d'entre eux seront fusillés sur place. Deux plaques commémoratives rappellent cet épisode douloureux à Andeville, et une rue sera baptisée rue des 17-Martyrs.

## Politique et administration

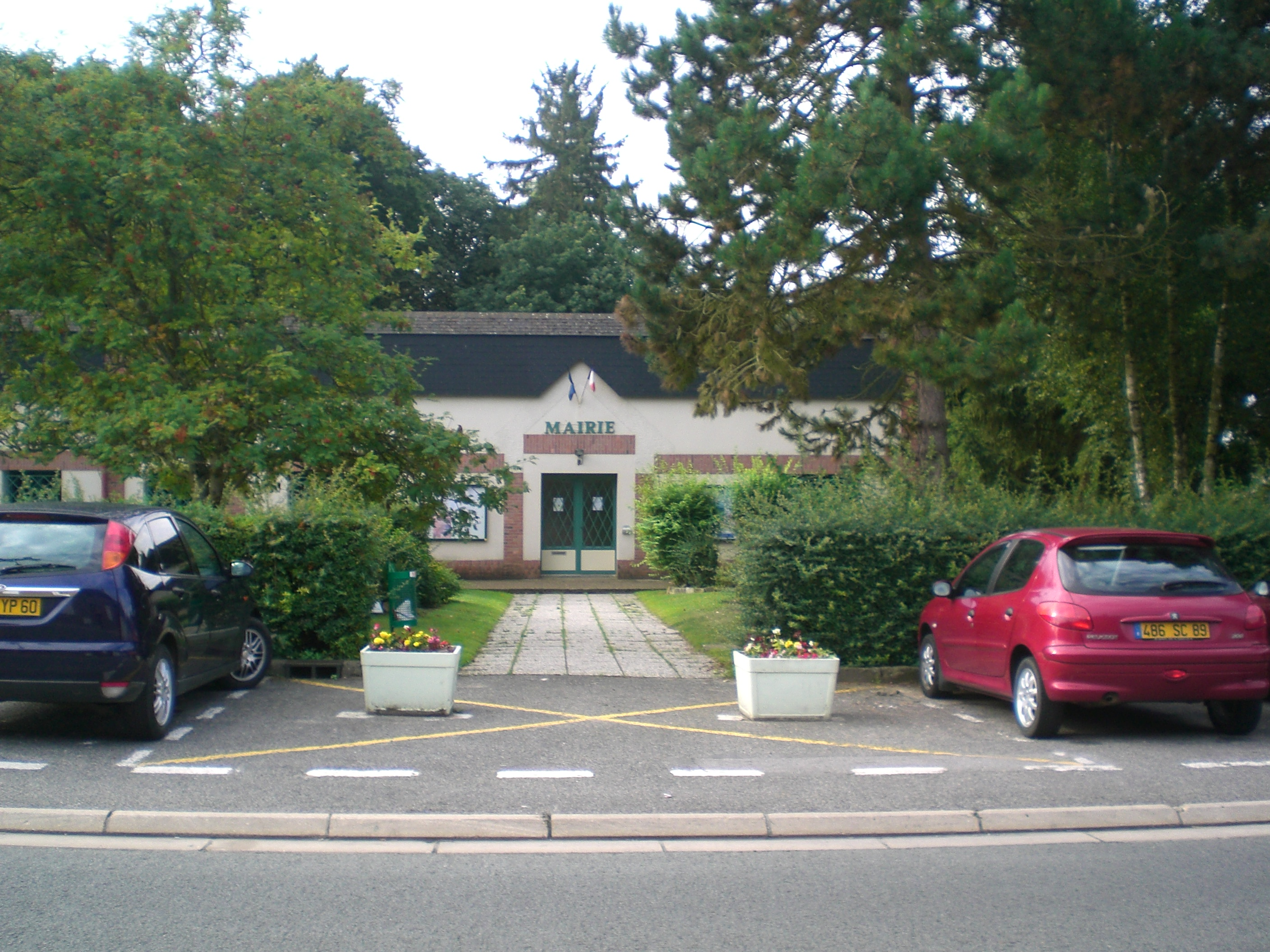
L'ancienne mairie.

### Rattachements administratifs et électoraux

#### Rattachements administratifs
La commune se trouve dans l'arrondissement de Beauvais du département de l'Oise.
Elle faisait partie depuis 1802 du canton de Méru. Dans le cadre du redécoupage cantonal de 2014 en France, cette circonscription administrative territoriale a disparu, et le canton n'est plus qu'une circonscription électorale.

#### Rattachements électoraux
Pour les élections départementales, la commune fait partie depuis 2014 d'un nouveau  canton de Méru
Pour l'élection des députés, elle fait partie de la troisième circonscription de l'Oise.

### Intercommunalité
Andeville est membre de la communauté de communes des Sablons, un établissement public de coopération intercommunale (EPCI) à fiscalité propre créé en 2000 et auquel la commune avait transféré un certain nombre de ses compétences, dans les conditions déterminées par le code général des collectivités territoriales.

### Tendances politiques et résultats
Mors du premier tour des élections municipales de 2014 dans l'Oise, la liste DVG menée par le maire sortant Jean-Charles Morel obtient la majorité absolue des suffrages exprimés, avec 837 voix (56,98 %, 18 conseillers municipaux élus dont 2 communautaires), devançant largement celle SE menée par Jean-Christophe Ancher (632 voix, 43,02 %, 5 conseillers municipaux élus).
Lors de ce scrutin, 35,19 % des électeurs se sont abstenus.
Lors des élections municipales de 2020 dans l'Oise, la liste SE menée par le maire sortant Jean-Charles Morel est la seule candidate. Elle obtient donc la totalité des 453 suffrages exprimés et est élue en totalité dès le premier tour. Lors de ce scrutin marqué par la pandémie de Covid-19 en France, 144 électeurs ont voté blanc ou nul (24,12 % des votants) et 73,40 % des électeurs se sont abstenus.

### Liste des maires
| Période          | Période                      | Identité                | Étiquette   | Qualité                                                           |
| ---------------- | ---------------------------- | ----------------------- | ----------- | ----------------------------------------------------------------- |
| 17 février 1790  | 12 juin 1808                 | M. Leporcq d'Ausque     |             |                                                                   |
| 12 juin 1808     | 23 décembre 1809             | Charles Boffu           |             |                                                                   |
| 23 décembre 1809 | 1817                         | M. Levasseur            |             |                                                                   |
| 1817             | 9 mai 1821                   | Germain Famin           |             |                                                                   |
| 9 mai 1821       | 1825                         | Jean Baptiste Bault     |             |                                                                   |
| 1825             | 21 juin 1837                 | Jean Baptiste Baude     |             |                                                                   |
| 21 juin 1837     | 19 août 1848                 | Thomas Remond           |             |                                                                   |
| 19 août 1848     | 4 février 1852               | Jules Fleurant          |             |                                                                   |
| 4 février 1852   | 8 juillet 1855               | Thomas Remond           |             |                                                                   |
| 8 juillet 1855   | 31 janvier 1858              | Lucien Bault            |             |                                                                   |
| 31 janvier 1858  | 1894                         | M. Ferret               |             |                                                                   |
| 1900             | décembre 1907                | M. Vaillant             |             |                                                                   |
| décembre 1907    | mai 1909                     | Gustave Marchand-Hebert |             |                                                                   |
| mai 1909         | décembre 1919                | Elphège Bastard         |             |                                                                   |
| décembre 1919    | mai 1929                     | Lucius Hennegrave       |             |                                                                   |
| mai 1929         | 1938                         | Robert Dourain          |             |                                                                   |
| 1938             | 1940                         | Durant                  |             |                                                                   |
| 1940             | 27 août 1944                 | Georges Petit           |             | Fusillé par l'Occupant                                            |
| août 1944        | août 1944                    | M. Guerville            |             | Abbé (remplacement temporaire suite fusillade).                   |
| 1944             | 1945                         | André Conty             |             |                                                                   |
| 1945             | mars 1959                    | Robert Masson           |             |                                                                   |
| 1959             | mars 1965                    | Gaston Houplon          |             |                                                                   |
| mars 1965        | mars 2001                    | Jacques Bergeret,       |             |                                                                   |
| mars 2001        | En cours (au 7 octobre 2021) | Jean-Charles Morel      | DVG puis SE | Responsable informatique retraité Réélu pour le mandat 2020-2026, |

### Démocratie participative
La commune s'est dotée d'un conseil municipal d'enfants qui a été renouvelé en novembre 2014. Ce conseil se réunit régulièrement une fois par mois en 2021

## Équipements et services publics
Une nouvelle mairie a été aménagée en 2018 dans un ancien pavillon de chasse du XVIIIe siècle  qui a été la propriété du médecin de Louis XIV et, racheté par la commune, a été restauré par la communauté de communes des Sablons,

### Espaces publics
Le parc de la mairie est réaménagé en 2021, avec aménagement paysager et plantation de nombreux arbres, notamment fruitiers, ainsi que la réalisation d'une aire de jeux et de sanitaires

### Enseignement
Il y a deux écoles dans Andeville (une école maternelle et une école primaire) :
- École du Petit Bouton Nacré
- École Anatole-Devarenne

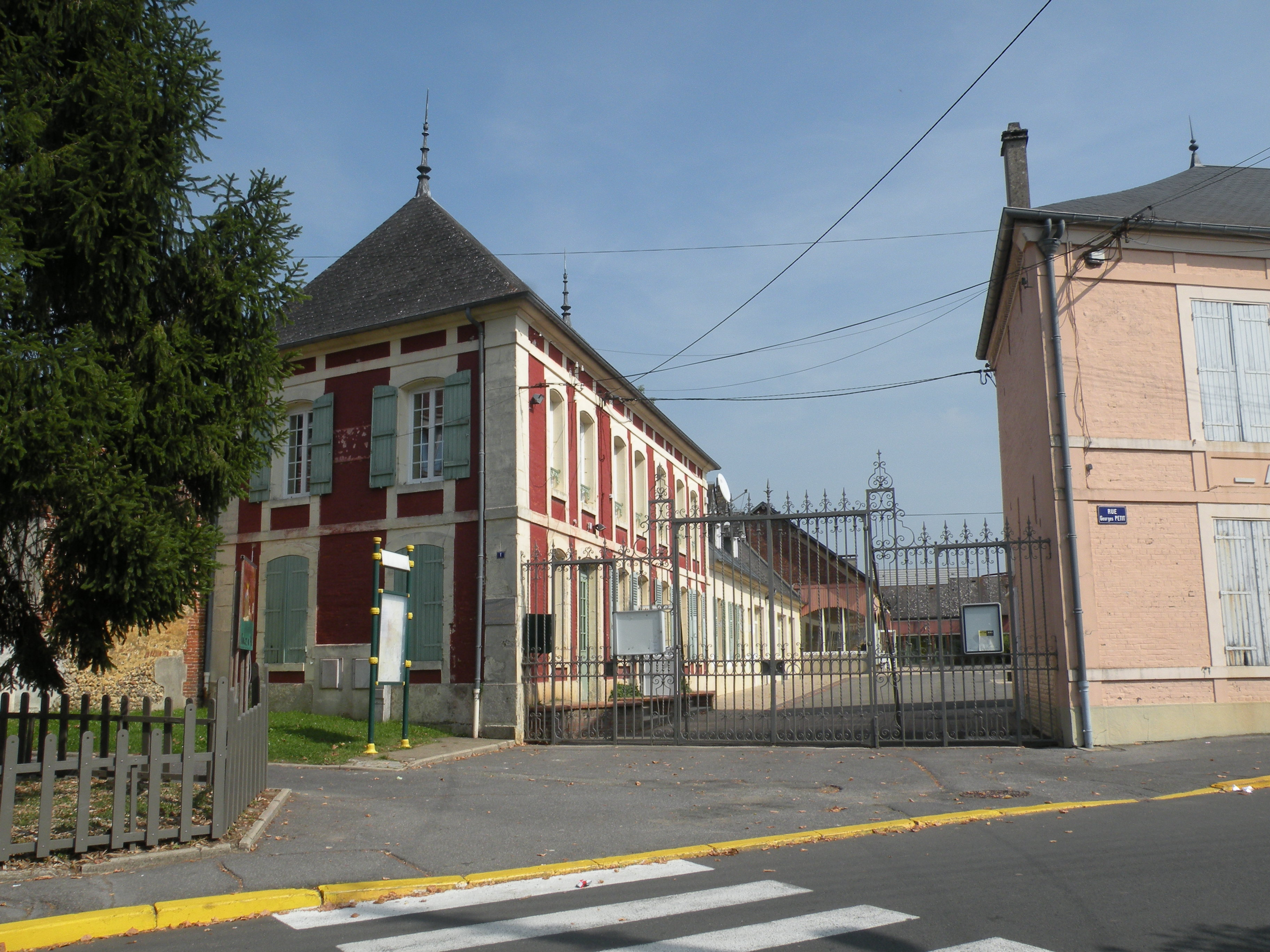
L'école du Petit Bouton Nacré
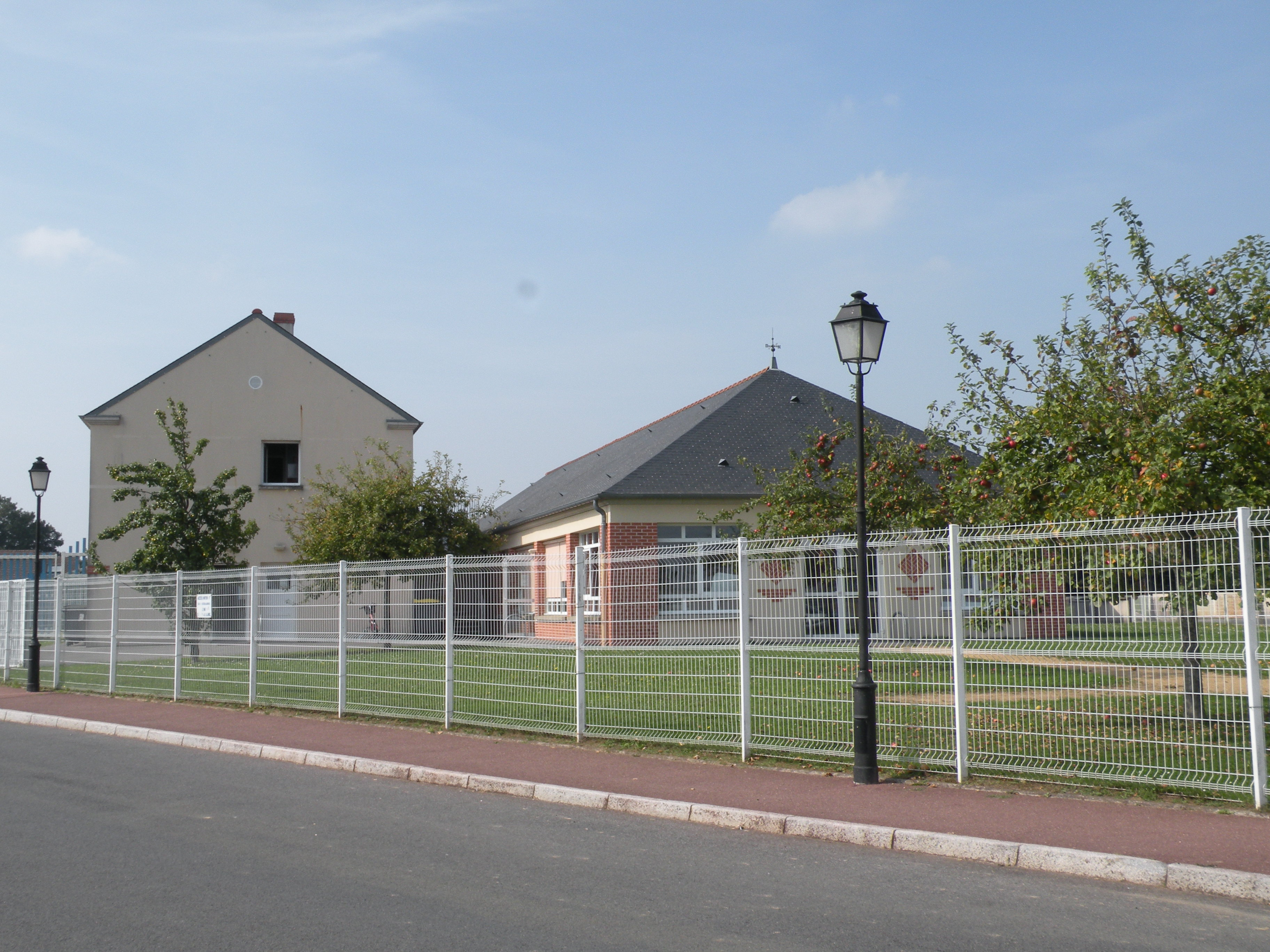
L'école Anatole-Devarenne

### Santé
Une Maison de santé pluridisciplinaire est créée en 2019 à l'initiative des pharmaciennes de la commune,.

### Postes et télécommunications

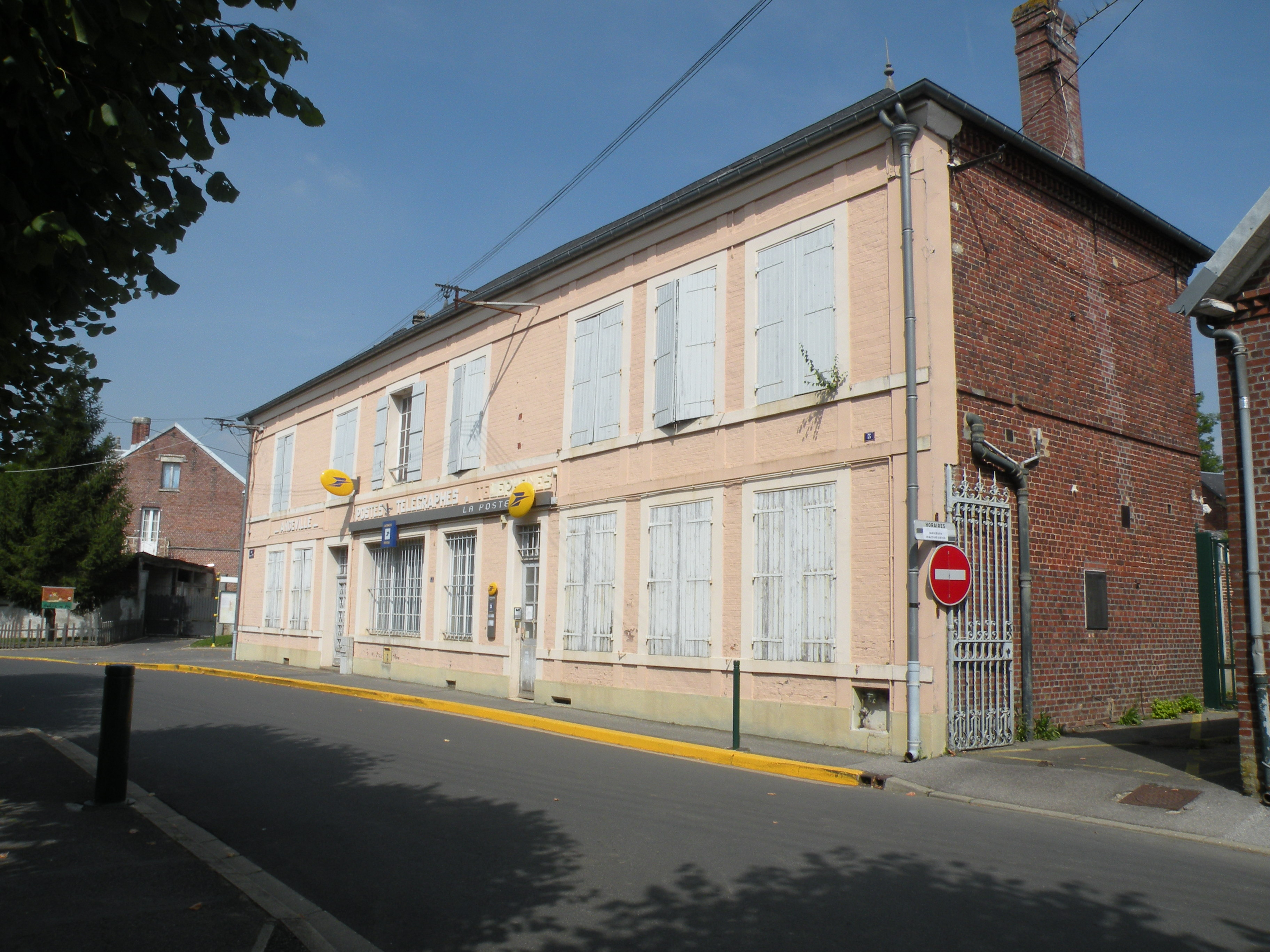
La poste en 2014.

Un distributeur de billets, implanté de longue date dans la supérette locale, est supprimé en 2019 par le Crédit agricole, qui ne le juge pas assez rentable, obligeant les habitants à se rendre à Méru ou Sainte-Geneviève.

## Démographie

### Évolution démographique
L'évolution du nombre d'habitants est connue à travers les recensements de la population effectués dans la commune depuis 1793. Pour les communes de moins de 10 000 habitants, une enquête de recensement portant sur toute la population est réalisée tous les cinq ans, les populations de référence des années intermédiaires étant quant à elles estimées par interpolation ou extrapolation. Pour la commune, le premier recensement exhaustif entrant dans le cadre du nouveau dispositif a été réalisé en 2006.

En 2022, la commune comptait 3 429 habitants, en évolution de +6,89 % par rapport à 2016 (Oise : +0,87 %, France hors Mayotte : +2,11 %).
| 1793 | 1800 | 1806 | 1821 | 1831 | 1836 | 1841  | 1846  | 1851  |
| ---- | ---- | ---- | ---- | ---- | ---- | ----- | ----- | ----- |
| 675  | 717  | 754  | 772  | 909  | 991  | 1 100 | 1 168 | 1 226 |

| 1856  | 1861  | 1866  | 1872  | 1876  | 1881  | 1886  | 1891  | 1896  |
| ----- | ----- | ----- | ----- | ----- | ----- | ----- | ----- | ----- |
| 1 196 | 1 205 | 1 268 | 1 253 | 1 274 | 1 406 | 1 362 | 1 351 | 1 349 |

| 1901  | 1906  | 1911  | 1921  | 1926  | 1931  | 1936  | 1946  | 1954  |
| ----- | ----- | ----- | ----- | ----- | ----- | ----- | ----- | ----- |
| 1 418 | 1 515 | 1 496 | 1 503 | 1 499 | 1 406 | 1 394 | 1 220 | 1 315 |

| 1962  | 1968  | 1975  | 1982  | 1990  | 1999  | 2006  | 2011  | 2016  |
| ----- | ----- | ----- | ----- | ----- | ----- | ----- | ----- | ----- |
| 1 306 | 1 427 | 1 465 | 1 782 | 2 282 | 2 996 | 3 128 | 3 112 | 3 208 |

| 2021  | 2022  | - | - | - | - | - | - | - |
| ----- | ----- | - | - | - | - | - | - | - |
| 3 380 | 3 429 | - | - | - | - | - | - | - |

## Culture locale et patrimoine

### Lieux et monuments

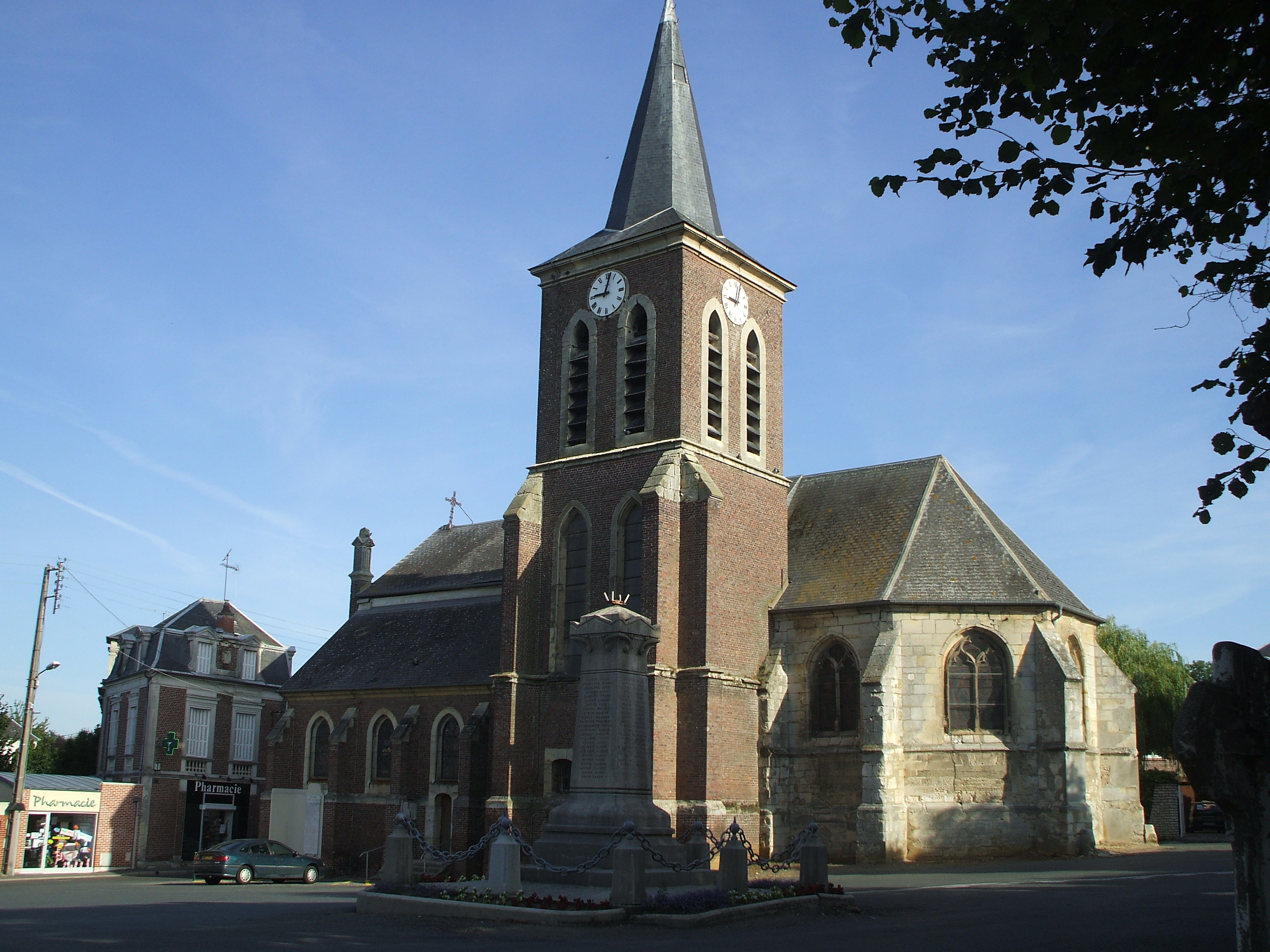
Église Saint-Léger.

- L'église Saint-Léger : 
Classée en partie monument historique, elle est fondée par Claude de Montmorency et sa femme Anne d'Aumont. Louis Graves indiquait en 1837 « Le chœur de l'église , bâti en 1547, est polygone, à fenêtres géminées de. style ogival tertiaire. ayant leurs têtes trilobées. Les voûtes sont à grosses nervures, à pendentifs et écussons. La nef plus basse, moderne, sombre, est construite en silex et en briques. Elle est couverte d'un grand lambris ; un collatéral a été récemment ajouté à gauche. Cette nef supporte un petit clocher en charpente et ardoises. Le chœur est décoré de stalles[13]».

Dans l'église, quatre objets d'arts figurent à l'inventaire supplémentaire des monuments historiques :
- - Deux pierres gravées relatant la fondation de l'église.
  - Un tableau de l'école espagnole du XVIIe siècle représentant saint Charles Borromée parcourant les rues de Milan, ce tableau a disparu de l'église.
  - Un cadre en bois sculpté et doré du XVIIIe siècle

### Personnalités liées à la commune

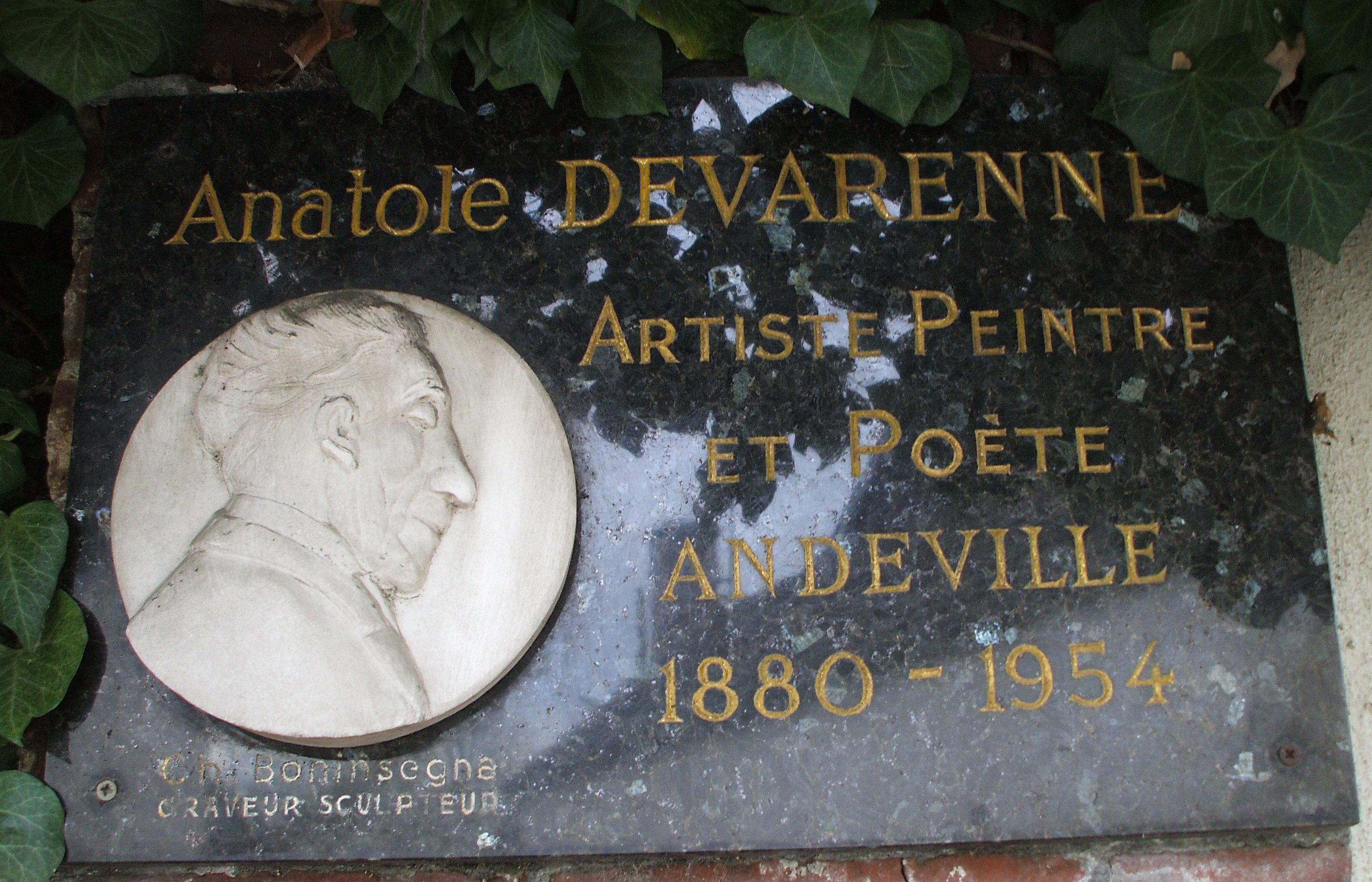
Anatole Devarenne.

- Georges Bastard, tabletier et éventailliste français né à Andeville en 1881, mort en 1939.
- Anatole Devarenne (1880-1954), peintre et écrivain.
- Georges-Léon-Alfred Perrichon, (1830-1907) graveur, dessinateur et peintre français  mort à Andeville

### Héraldique
| Blason de Andeville | Blason  | D'azur à la bande d'argent remplie de gueules, chargée d'un éventail, accosté de deux boutons percés de quatre trous, le tout du second ; accompagné en chef d'une gerbe de blé d'or et pointe de trois couverts du second, en pals rangés en bande. Ornements extérieursÉcu timbré de la croix de guerre 1939 - 1945. |
| Blason de Andeville | Détails | La gerbe de blé évoque le passé agricole de la commune. Les boutons, l'éventail, l'orfèvrerie représentent les spécificités d'Andeville pour le travail de la nacre. Officiel |